# Lazar Marković
Lazar Marković (szerbül: Лазар Марковић; Čačak, 1994. március 2. –) szerb labdarúgó, aki a Premier League-ben szereplő Fulham FC és a szerb labdarúgó-válogatott játékosa. Posztját tekintve szélső támadó.

## Klubkarrierje

### FK Partizan
12 éves korában csatlakozott a szülővárosa csapatához, a Borac Čačakhoz. 2011. május 29-én, az akkori edző Aleksandar Stanojević nevezte őt a kezdőcsapatba az év utolsó mérkőzésére, ahol lejátszotta első profi mérkőzését a 2010-11-es SuperLigában (ez a szerb első osztály hivatalos neve). Megkapta az 50-es mezszámot. Végül a 72. percben lecserélték, de a csapat 2–1-re győzött, így bajnok lett.

#### 2011–12-es szezon
2011-12-es szezonba már biztosította magának a kezdő 11-be való kerülést, sőt még az UEFA-bajnokok ligája első selejtező körében is játéklehetőséget kapott, igaz, csereként az utolsó három percre.
Az első gólját a bajnokságban egy eszméletlen nagy góllal szerezte meg a FK Novi Pazar elleni mérkőzésen, 2011. augusztus 13-án. A 2011-es szezon befejezte után a szurkolók megszavazták az év játékosának a klub hivatalos weboldalán. A szezonban 6 gólt szerzett 26 mérkőzés alatt, mégis Marković megszerezte a 2011-2012-es Év Játékosa címet is hivatalosan.

#### 2012–13-as szezon
Úja megszerezte az Év Játékosa címet, és a csapat is bajnok lett. 19 mérkőzés alatt 7 gólt szerzett. Végül bekerült a bajnokság Év Csapatába is.

### Liverpool FC
2014. július 15-én aláírt az angol klubhoz 12,5 millió euróért.

## Válogatott
2009 októberében debütált a szerb U17-es válogatottban, a 2010-es U17-es Európa-Bajnokságon. Ezután két mérkőzésen szerepelt még az Európa bajnokságon, de az U19-es Eb-n nem. Viszont a 21 éven aluliak Eb-jén 2011-ben debütált a Dán U21-es labdarúgó-válogatott ellen. Gólt nem szerzett, de az edző szerint kitűnő játékosa volt a mérkőzésen szereplő szerb válogatottnak. 2012. február 24-én meghívást kapott a felnőtt valogatottba, az Örmény labdarúgó-válogatott és a Ciprusi labdarúgó-válogatott elleni felkészülési mérkőzésre. Első válogatott gólját a Chilei labdarúgó-válogatott ellen szerezte meg.

## Sikerei, díjai

### Csapat
FK Partizan
- Szerb bajnok: (3) 2010–11, 2011–12, 2012–13

SL Benfica
- Portugál bajnok: (1) 2013–14
- Portugál labdarúgókupa: (1) 2013–14
- Portugál labdarúgó-ligakupa: (1) 2013–14

### Egyéni
- Szerb Superliga Év Csapata: (2) 2011–12, 2012-13
- Szerb Superliga Év játékosa: (2) 2011–12, 2012–13

## Videók, hivatkozások
- 2012–13 FK Partizan gólok: https://www.youtube.com/watch?v=CBDYDuTdPjA
- Összes Benfica gól: https://www.youtube.com/watch?v=4DmdO3Ypm4Q
- Első liverpooli interjú (angol): https://www.youtube.com/watch?v=S0ta6gSV1hw